# Medina Azahara (banda)
Medina Azahara es una banda de rock española, reconocida como una de las agrupaciones más emblemáticas del llamado rock andaluz. La banda se formó en 1979 en Córdoba, Andalucía, por Manuel Martínez (voz), Pablo Rabadán (teclados), Manuel S. Molina (bajo), José A. Molina (batería) y Miguel Galán (guitarra).
Fueron lanzados al gran público por Rafael Martín Parraga, en la feria de Septiembre de Córdoba.
Y el nombre viene de la ciudad califal cercana a Córdoba.
El grupo habría vendido unos dos millones de discos hasta el año 2003.

## Historia

### Inicios y años 1980
Al poco tiempo de su formación tuvieron la oportunidad de grabar su primer álbum, editado en 1979 por CBS y titulado como el grupo, el cual recoge las influencias de la banda, mezclando el hard rock de nombres como Deep Purple o Rainbow con características propias del rock sinfónico, y del mencionado rock andaluz que practicaban grupos como Triana, el cual ha sido una de las mayores influencias en el estilo de Medina Azahara. En este disco se encontraba el éxito Paseando por la mezquita, que se convirtió en un himno del grupo, al punto que el mismo álbum pasó a ser familiarmente conocido con ese nombre. Los componentes iniciales del grupo fueron Manuel Martínez, Miguel Galán, Manuel S. Molina, José Antonio Molina y Pablo Rabadán.
Siguiendo en la misma línea que el disco debut, crearon un segundo álbum que se tituló La esquina del viento, publicado en 1981. Luego cuando llegó Andalucía, en 1982, la escena del rock andaluz y su popularidad comenzaban a quedar atrás, con la consecuente merma comercial, lo que provocó un descanso productivo de discos, al tiempo que se desvinculaban de la CBS, aunque Medina Azahara siguió su actividad de gira.
En 1984 sale de la banda Manuel S. Molina y entra el exbajista de Mezquita, Randy López, que permanece nueve años en el grupo y aporta como compositor en canciones como "Navajas de cartón", "El soldado", "Velocidad", "El destino" y "La guitarra" —con Vicente Amigo— entre otros. Poco tiempo después se produce otro cambio de formación con la salida de Pablo Rabadán, debido a discrepancias personales con Miguel Galán, y entra Antonio Fernández como teclista.

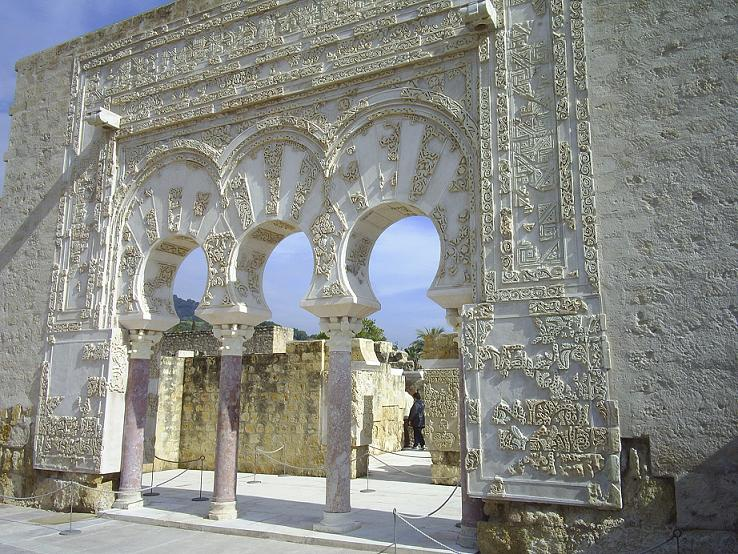
Puerta de la ciudad de Medina Azahara, en la cual se inspiró la banda para su nombre.

En 1986 el grupo se autofinancia su nuevo álbum, Caravana española, con un sonido algo más moderno, cercano al pop rock —aunque conservando su estilo esencial—, el cual es lanzado por la pequeña compañía Tuboescape. No vio la luz hasta el año 1987. El disco sería reeditado en reiteradas ocasiones por el sello Avispa. 
A finales de 1988 Miguel Galán (guitarra) deja el grupo, lo que supone el regreso de Pablo Rabadán a los teclados.
En 1989 Medina se puso en contacto con la mencionada compañía discográfica madrileña Avispa y con el mánager Javier Gálvez. Fue en julio de ese año cuando ingresa en el grupo un nuevo guitarrista, Paco Ventura.
A continuación graban En Al-Hakim, que aparece el mismo año, en diciembre de 1989. La gira de este álbum supuso una vuelta a escena con un grupo renovado, ya que entró en el grupo, a principios de 1990, Manuel Reyes, un baterista cordobés.

### Años 1990
Para comenzar la nueva década pensaron en grabar un disco que recogiera sus actuaciones en vivo, y lo hicieron en Leganés (Madrid). El disco se llamó En directo (1990), el cual resumió toda su historia musical hasta el momento. En 1992 editaron Sin tiempo, disco en el que contaron ya con un nuevo bajista, José Miguel Fernández. Con dos de sus sencillos alcanzaron el oro y el platino.
Llegaron después nuevos álbumes de estudio como: Dónde está la luz en 1993, que supuso el último álbum con el teclista Pablo Rabadán, que se retira de la banda a principios de 1994. Con Alfonso Ortega a los teclados, se publica el doble CD Árabe en 1995, mientras que en 1996 se grabaron varios directos con el objetivo de editar un doble disco en vivo, segundo de su historia y con algunos temas nuevos, llamado A toda esa gente. El tema que da título a este doble álbum es una canción dedicada a los fanáticos del grupo cordobés.
En 1998 vio la luz Tánger, un disco que mezcla el rock con las raíces árabes y andalusís, que fue grabado a caballo entre Tánger y Madrid, y en el que colaboró la orquesta marroquí de Taktuka Yeblía. Tras la publicación del álbum sale de la banda el teclista Alfonso Ortega y entra Manuel Ibáñez como miembro de apoyo.
En 1999 debido al cumplimiento de 10 años de trabajo entre Medina Azahara y la discográfica Avispa, esta editó un recopilatorio enfocado al material más melódico del grupo, titulado Baladas (las cuales siempre han sido uno de los fuertes de la banda), pero al mismo tiempo comenzaba la grabación de un nuevo álbum con la colaboración de Manuel Ibáñez a los teclados.

### Años 2000
Ya en el año 2000, coincidiendo con el 20 aniversario del grupo como banda nacional, sacaron a la venta XX, CD que contenía 14 temas nuevos, e iniciaron una nueva gira por España, a la que siguió Tierra de libertad, un nuevo trabajo que Medina Azahara lanza en 2001, con doce nuevos temas y una versión de "Ocaso de un amor", tema popularizado por el grupo granadino Realidad en 1971. 
Su siguiente disco se tituló Versión original, álbum de versiones en el que incluirán temas de Triana, Miguel Ríos, Los Módulos, Flamenco, Los Salvajes y la mencionada canción de Realidad, más dos temas inéditos; el CD incluía un DVD de entrevistas, directos, "making off" y videoclips. 
En 2003 es editado un nuevo trabajo titulado Aixa, con el que les darían dos premios de la música, al mejor álbum de rock y a la mejor canción con "Córdoba" (canción que contó con la colaboración de la Orquesta Sinfónica de Córdoba). También incluye una versión en castellano del mega hit Wind of Change de Scorpions y la colaboración de Antonio Orozco en el tema "El vaivén del aire". Gracias a este disco, que crearon con el propósito de homenajear a la tierra que les acuna -Córdoba-, recibieron el premio de "Cordobeses del año".
Llega el año 2005 en el que se cumplen 25 años de carrera musical, su 25 aniversario. Para dicha conmemoración, Avispa saca al mercado un doble CD más un DVD bajo el título de Medina Azahara, 25 años. Al mismo tiempo, sacan a la venta un álbum de temas nuevos, La estación de los sueños, compuesto por trece canciones.
Al año siguiente, en 2006, la misma discográfica vuelve a publicar un recopilatorio de canciones, más DVD y contenido extra, que incluye la canción "Niños" en inglés y cuatro canciones en grabación acústica.
Es llegado a este punto, en 2007, año en el que fueron teloneados por el grupo manchego AtaräXia, cuando finaliza el contrato entre el grupo y la discográfica Avispa, siendo fichados a continuación por la empresa PIAS Spain. Con esta publicaron Se abre la puerta, un álbum homenaje al rock andaluz de la década de los 80, con siete versiones de canciones del grupo Triana, una de Alameda y tres de la primera época de los propios Medina Azahara. En este nuevo trabajo se produce el cambio en el bajo del grupo, saliendo José Miguel Fernández (actualmente en un grupo cordobés llamado Hijos de Leyenda) y entrando Pepe Bao (ex de Barón Rojo, Triana y O'funk'illo).
En 2008 Avispa edita un CD + DVD llamado ...En escena, grabado durante un concierto del grupo en 2004, en el festival Viñarock, al tiempo que Pepe Bao deja la banda y entra al bajo Charly Rivera.
En abril de 2009, el grupo saca otro disco nuevo, Origen y leyenda, cuyo título se lo da una canción hecha a modo de resumen de las canciones más importantes de su carrera discográfica, según el parecer de los miembros de la banda. El pack contiene un CD con 15 canciones y un DVD con un videoclip de la cuarta canción del CD, "Te estoy amando locamente" (versión de la canción titulada del mismo modo que publicaron en su día Las Grecas, con la participación de la única superviviente de las dos hermanas que formaban dicho grupo) y otros contenidos.

### Años 2010

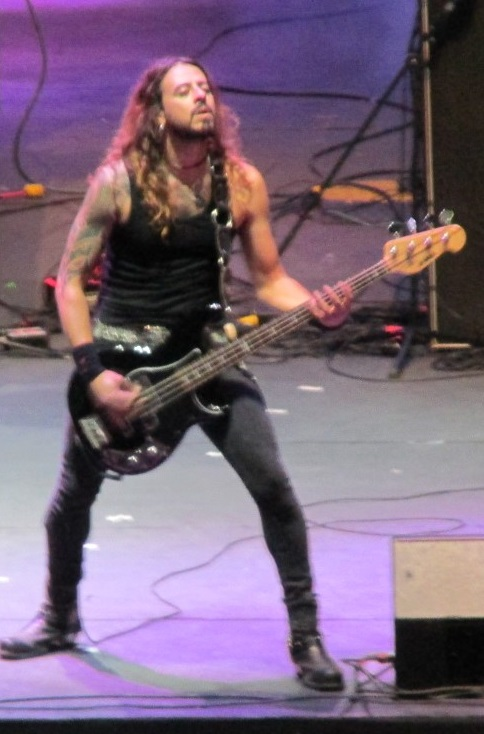
El bajista Juanjo Cobacho en Bogotá, Colombia, 2014.

Medina Azahara realiza una gira por el continente americano en 2010. El mismo año, el cantante Manuel Martínez colabora con el grupo cordobés de heavy metal Estirpe, poniendo su voz en algunos trozos de la canción titulada "De guitarra y flor", tema en apoyo a la candidatura de Córdoba como Capital Europea de la Cultura 2016, e incluido en el álbum digital Querida Contradicción (inéditos, rarezas y versiones), donde también colaboran otros músicos como Bueno Rodríguez y Julito Jiménez, de Los Aslándticos.
En abril de 2011, Medina Azahara edita 30 años y la historia continúa, un nuevo trabajo consistente en un DVD con un concierto de 30 canciones, 2 CD con el contenido de ese mismo concierto, y un disco de estudio con 8 temas nuevos.
Este box set también se comercializó en versión abreviada, vendiéndose el disco de estudio solo bajo el título de La historia continúa, y con una canción extra, una versión de "With a Little Help from My Friends" de los Beatles.
El 18 de septiembre de 2012 la banda anuncia a través de sus redes sociales  que Manu Reyes (batería) y Charly Rivera (bajo) dejan de formar parte del grupo. En su lugar entran Juanjo Cobacho al bajo y Nacho Santiago a la batería, componentes que formaban parte del proyecto paralelo de La Luz. Seguidamente, a finales de octubre de 2012 se publica  CD La memoria perdida, con 14 nuevas canciones y un marcado y renovado sabor andaluz y flamenco, los cuales siempre aderezaron el espíritu del grupo con impronta única. En noviembre de 2014 sale al mercado el álbum Las puertas del cielo, acompañado de una gira por Suramérica, la cual los lleva a tocar por primera vez en Colombia. En noviembre de 2016 se publica el decimonoveno álbum de estudio de la banda bajo el título de Paraíso prohibido.
El 19 de octubre de 2018 sale el vigésimo disco del grupo en casi cuarenta años de carrera, Trece Rosas, con trece canciones. El título se refiere a Las Trece Rosas, que trata trece chicas fusiladas, el 5 de agosto de 1939, por la dictadura franquista.
El 26 de septiembre de 2019 fallece Manuel Molina, primer bajista de la banda. El 12 de noviembre de 2022 muere Pablo Rabadán.

## Miembros de la banda
| Formación actual - Manuel Martínez – Voz (1979–presente) - Paco Ventura – Guitarra y coros (1989–presente) - Álvaro Coronado – Bajo y coros (2021–presente) - Manuel Ibáñez – Teclados y coros (1999–presente) - Fernando Prats – Batería (2023–presente) | Antiguos miembros - Miguel Galán – Guitarra (1979–1988) - Manuel S. Molina – Bajo (1979–1984). (Fallecido en 2019) - Randy López – Bajo (1984–1992) - José Miguel Fernández – Bajo (1992–2006) - Pepe Bao – Bajo (2006–2008) - Charly Rivera – Bajo (2008–2012) - Jose A. Molina – Batería (1979–1990) - Manu Reyes – Batería (1990–2012) - Pablo Rabadán – Teclados (1979–1985, 1988–1994) (Fallecido en 2022) - Antonio Fernández – Teclados (1985–1988) - Alfonso Ortega – Teclados (1994–1999) - Juanjo Cobacho – Bajo (2012–2021) - Nacho Santiago – Batería (2012–2022) |

Cronología

## Discografía

### Estudio
- Medina Azahara (1979)
- La esquina del viento (1981)
- Andalucía (1982)
- Caravana española (1987)
- En Al-Hakim (1989)
- Sin tiempo (1992)
- Dónde está la luz (1993)
- Árabe (1995)
- Tánger (1998)
- XX (2000)
- Tierra de libertad (2001)
- Aixa (2003)
- La estación de los sueños (2005)
- Se abre la puerta (2007)
- Origen y leyenda (2009)
- La historia continúa (2011)
- La memoria perdida (2012)
- Las puertas del cielo (2014)
- Paraíso prohibido (2016)
- Trece Rosas (2018)[13]
- Llegó el día (2021)
- El sueño eterno (2023)
- Tánger (recopilatorio) (2024)

### En directo
- En directo (1990)
- A toda esa gente (1996)
- En escena... (2008)
- 30 años y la historia continúa (2011)

### Recopilaciones
- Baladas (1999)
- Versión Original (2002) (CD y DVD)
- 25 Años (2005) (2 CD & DVD)
- Marcando el tiempo (2012)
- La cápsula del tiempo (2022) en Youtube[14] y en sitios de música

### Discos en solitario
- Aventura (Paco Ventura) (1997)
- En cuerpo y alma (Manuel Martínez) (1998)
- Sol Navajo (Paco Ventura) (2009)
- Black Moon (Paco Ventura) (2015)
- Madre Tierra (Paco Ventura) (2019)
- Las hojas de otoño (Manuel Martínez) (2019)

### VHS & DVD
- En Concierto (1994)
- En Gira (2001)
- Versión Original (2002)
- 25 Años (2005)
- 30 años y la historia continúa (2011)

## Premios y reconocimientos
- Medalla de Andalucía Manuel Clavero Arévalo (2025)